# Tuamotu

Flaga Tuamotu

Tuamotu (fr. Îles Tuamotu, oficjalnie Archipel des Tuamotu) – archipelag na Oceanie Spokojnym, w Polinezji Francuskiej. Ciągnie się na przestrzeni 1500 km między 14°S i 23°S oraz 139°W i 151°W. Tworzy go potrójny łańcuch 78 niskich atoli koralowych otoczonych płytkim morzem, pełnym mielizn. Gleba wysp jałowa, roślinność uboga, jedynie w pł.-zach. części archipelagu rosną palmy kokosowe i chlebowce. Klimat zwrotnikowy, gorący; opady od 1500 do 2500 mm rocznie. Częste huragany. Na wyspie Makatea są bogate pokłady fosforytów.
Powierzchnia – 819 km², ludność – 14 876 mieszkańców (2002).

## Główne wyspy archipelagu
Grupy i łańcuchy obejmują 78 atoli koralowych i wysp, włącznie z:
- Rangiroa, trzeci pod względem obszaru atol na świecie – po atolu Kiritimati w Kiribati i Aldabrze na Seszelach
- Tikehau
- Manihi, miejsce wydobycia czarnych pereł
- Fangataufa i Mururoa, miejsce 193 francuskich testów z bronią atomową pomiędzy 1966 i 1996 rokiem.

## Grupy i łańcuchy wysp

### Grupa Actéon(Groupe Actéon)
- Matureivavao
- Tenararo
- Tenarunga
- Vahanga

### Îles du Désappointement
- Tepoto Nord
- Napuka
- Puka Puka

### Îles du Duc de Gloucester
- Anuanuraro
- Anuanurunga
- Hereheretue
- Nukutepipi

### Îles du Roi Georges
- Ahe
- Manihi
- Takapoto
- Takaroa
- Tikei

### Îles Palliser

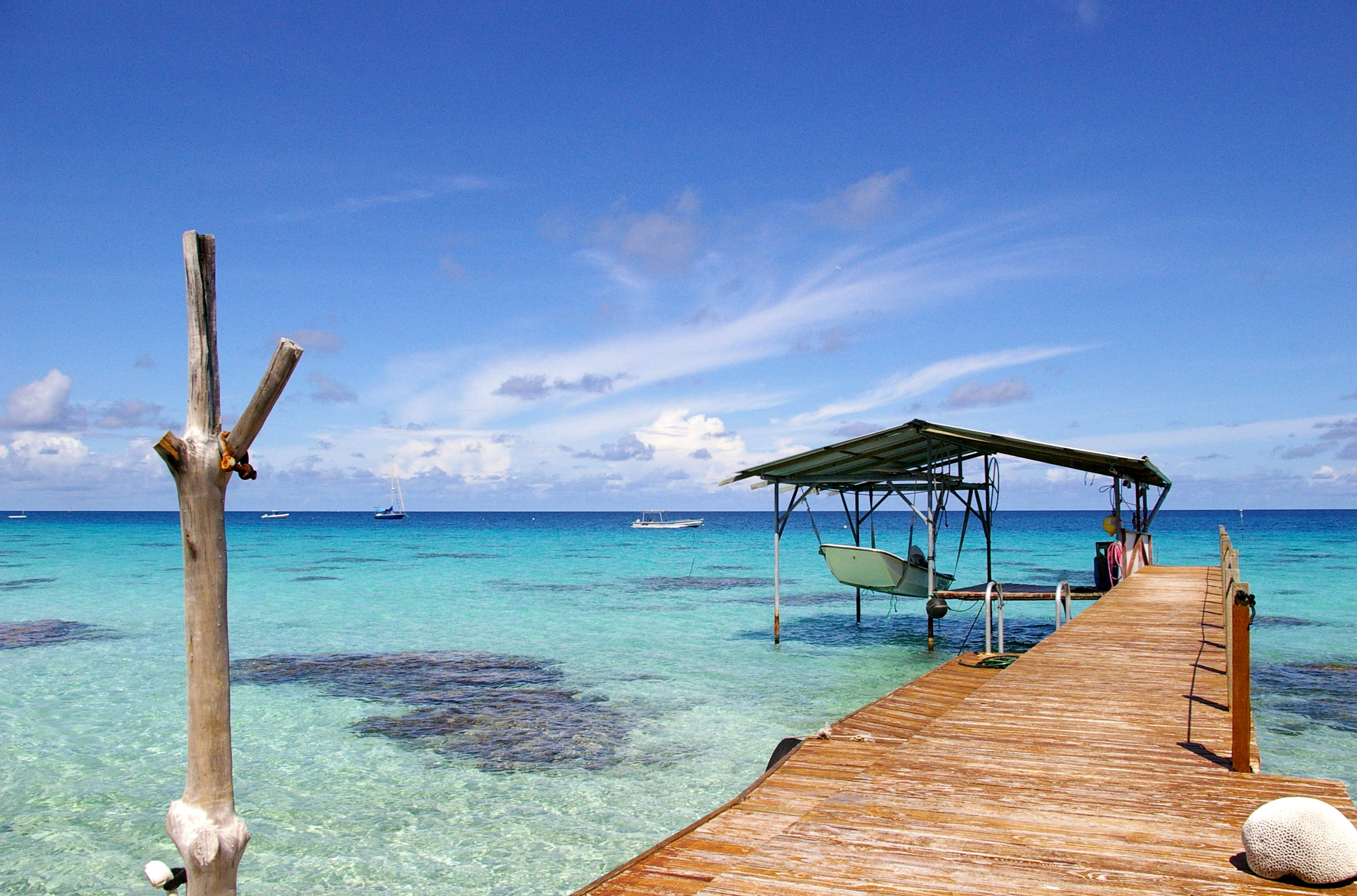
Fakarava – laguna wewnętrzna, widok od strony wioski Rotoava

atole obejmujące północno-zachodnią część archipelagu, włącznie z atolem Mataiva
- Apataki
- Aratika
- Arutua
- Fakarava
- Kaukura
- Mataiva
- Rangiroa
- Tikehau
- Toau

### Îles Raevski
atole centralnej części archipelagu, włącznie z Tepoto Sud
- Anaa
- Faaite
- Fakarava
- Kaitu
- Makemo
- Marutea Nord
- Motutunga
- Raraka
- Raroia
- Tahanea
- Takume
- Tepoto Sud

### Pozostałe wyspy i atole centralnej części archipelagu
- Amanu
- Hao
- Hikueru
- Makatea
- Marokau
- Pukarua
- Reao
- Vahitahi

### Pozostałe wyspy i atole północno-wschodniej części archipelagu
- Fangatau
- Fakahina
- Tatakoto
- Pukarua
- Reao

### Pozostałe wyspy i atole w południowo-wschodniej części archipelagu
- Fangataufa
- Mururoa
- Tematangi
- Tureia
- Vanavana
- Marutea Sud

Południowo-wschodnim przedłużeniem Archipelagu Tuamotu, są Wyspy Gambiera.
- Mangareva
- Aukena
- Akamaru
- Taravai
- Kamaka
- Angakauitai